# Antun Saade
Antun Saade, a volte traslitterato Antoun Saadeh (in arabo أنطون سعادة‎?, Anṭūn Saʿāda; Duhur al-Shuayr, 1º marzo 1904 – Beirut, 8 luglio 1949), è stato un politico e filosofo libanese.

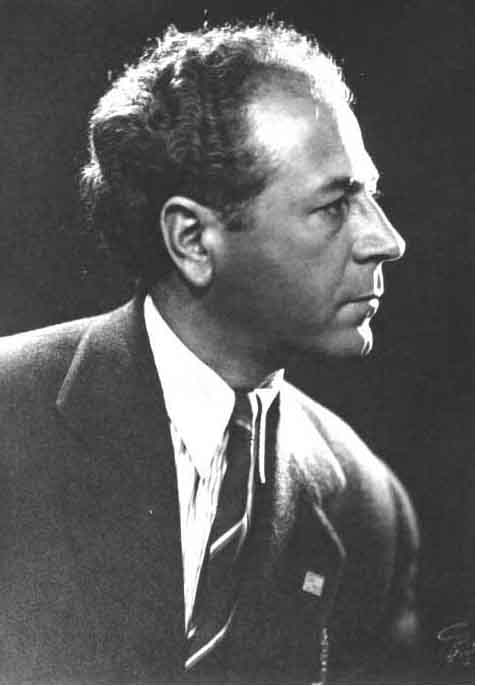
Antun Saade

Nazionalista pan-siriano e giornalista libanese, Antun Saade fu il fondatore e l'indiscusso leader del Partito Nazionalista Sociale Siriano (PNSS).

## Biografia
Antun Saade era un cristiano ortodosso libanese, nato in un villaggio del Monte Libano. Studiò al Cairo e poi a Brummana, nel Libano. Dopo la prima guerra mondiale, emigrò come tanti siriani e libanesi in Sud America e, più precisamente, in Brasile, dove raggiunse i suoi genitori e cominciò ad appassionarsi degli ideali del nazionalismo pan-siriano (Grande Siria). Partecipò ai lavori della rivista letteraria al-Majalla (La rivista), un giornale fondato dal padre, Khalil Saade, un influente giornalista arabo. Imparò il portoghese, l'inglese, lo spagnolo, il tedesco, il francese e il russo.
Nel 1924 fondò il suo primo movimento politico, che aveva come fine quello della liberazione della Siria dall'occupante francese, mascherato da Potenza mandataria per volere della Società delle Nazioni. Nel 1930 lavorò a Damasco per il giornale al-Ayyām (I giorni). Nel 1932 fece ritorno in patria e cominciò a insegnare nell'Università americana di Beirut. Reclutò cinque studenti con i quali creò il 16 novembre 1932 il Partito Nazionalista Sociale Siriano, un partito politico ostile alla presenza francese in Mashreq, e che esortava all'unità della regione siro-libano-transgiordano-palestinese. Ma si trattava di un'organizzazione clandestina che si celava sotto la copertura di una compagnia commerciale siriana.
Il PNSS ottiene un successo notevole: cosa che inquietò le autorità francesi. Il 16 novembre 1935, Antun Saade fu arrestato e condannato a sei mesi di prigione per attività sovversive. In carcere scrive un libro, La genesi delle nazioni (Nushūʾ al-umam). Recupera la libertà nel 1936 ma è di nuovo arrestato nel 1937, ma il suo partito diventa legale. In cella, scrisse questa seconda volta La genesi della nazione siriana (Nushūʾ al-umma al-sūriyya), che sarà però sequestrato. Ancora non è noto se il libro sia stato bruciato o se sia invece disponibile.
Gli uomini di Antun Saade combattono con grande accanimento i capi delle milizie di Pierre Gemayel a Bikfaya. Saade dichiarò in quell'occasione:
In seguito a queste violenze contro i falangisti, Saade è nuovamente indotto all'esilio e nel 1938 si rifugia perciò in America Latina. Le autorità francesi interdicono allora il partito nel 1939. Durante la seconda guerra mondiale, hanno luogo sollevamenti in Libano e Siria contro la Francia. In tali frangenti Saade è condannato a 20 anni di prigione in contumacia. Dopo lo sgombero dei francesi nel 1946, Saade rientra in Libano, ma è costretto a nascondersi in seguito al mandato d'arresto spiccato contro di lui dalla giustizia libanese. Nel 1947, il PNSS è di nuovo legalizzato ed esso non perde tempo a denunciare il Piano di partizione della Palestina e il degrado dei legami tra Siria e Libano.
Saade approfitta delle elezioni legislative per lanciare un appello al fine di porre fine al confessionalismo del Libano e per l'instaurazione di uno Stato laico nel Paese. La popolarità di Saade è allora all'acme. Il governo libanese, guidato da Riyad al-Sulh e i falangisti decidono allora di allearsi per distruggere il movimento.
Egli si convince che i falangisti vogliono ucciderlo e decide di organizzare un'insurrezione contro il governo, ma questo progetto eversivo si ritorce contro di lui. Più di 3.000 militanti del PNSS sono arrestati ed egli è costretto a rifugiarsi a Damasco. Qui viene accolto bene dal col. Husni al-Za'im, ma il dittatore siriano tradisce la sua promessa di difenderlo e lo consegna invece nelle mani delle autorità libanesi. In patria è giudicato per complotto contro la sicurezza dello Stato e, dopo una breve detenzione, è condannato a morte e giustiziato l'8 luglio 1949 da un plotone d'esecuzione.
Le sue ultime parole sono: 

## Ideologia

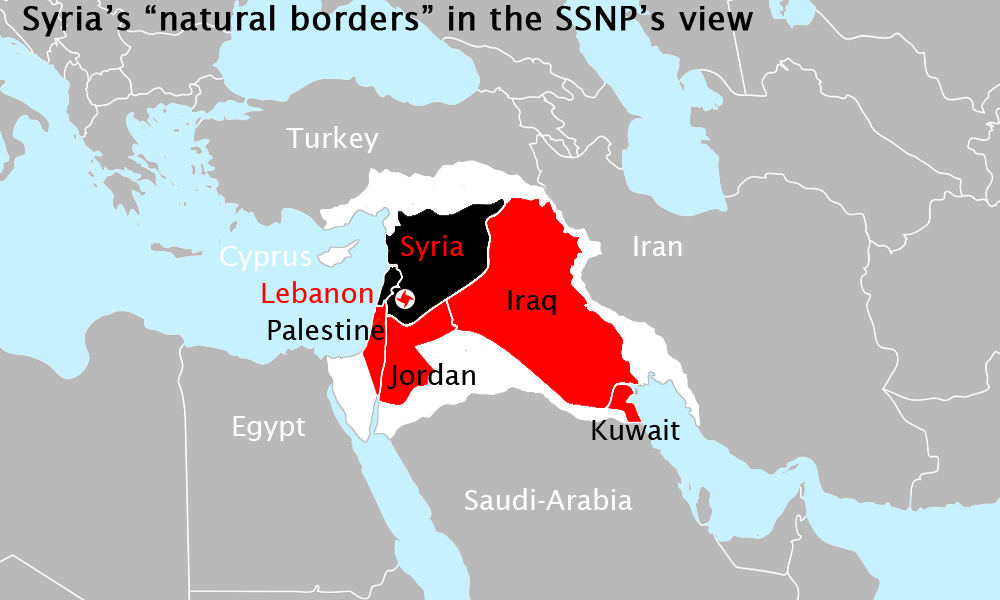
Antun Saade e la visione del PNSS della Grande Siria

Saade era abbastanza ostile al nazionalismo arabo, perché per lui una nazione non si basa su una lingua, una religione o su un'etnia. Al contrario, egli spiega che la nazione ha vocazione ad accogliere numerose etnie, dal momento che per lui ciò che fa l'identità di un essere umano è l'ambito geografico nel quale egli vive. Lo spiega nel suo libro  La genesi delle nazioni:
«Una nazione risulta dal connubio d'un gruppo d'uomini con un territorio».
Saade spiega ancora che:
«La nazione risulta non dall'origine etnica comune, ma dal processo unificatore dell'ambiente sociale e fisico circostante. L'identità degli Arabi non proviene dal fatto che essi discendono da un antenato comune, ma che essi sono stati modellati dall'ambiente geografico: il deserto dell'Arabia, l'Assiria per la Siria, il Maghreb... »
Ha inizialmente negletto l'arabicità della Siria prima di ammettere che la Siria era in effetti un paese arabo.
Così egli afferma:
«Quando parliamo del mondo arabo, noi intendiamo il mondo che parla la lingua araba e di cui noi facciamo parte».
Per Saade, «l'internazionalismo è il male più grande di questo secolo, internazionalismo lanciato dal marxismo, dal capitalismo, ma anche dalla religione».